# Birgitte Andersen (dommer)
Birgitte Andersen (født 28. februar 1948 i Odense) er en fhv. dansk dommer.
Andersen blev student fra Sct. Knuds Gymnasium i 1967 og cand.jur. i 1973. 
Hun har mellem 1973 og 1985 været dommerfuldmægtig ved hhv. Roskilde Byret, Højesteret, Retten i Ballerup, Retten i Hvidovre, Sø- og Handelsretten og Gentofte Ret. I 1986 var hun deltidsretsassesor ved Sø- og Handelsretten, og fra 1989 til 2006 dommer i Hørsholm.
|  | Artiklen om Birgitte Andersen (dommer) kan blive bedre, hvis der indsættes et (bedre) billede Du kan hjælpe ved at afsøge Wikimedia Commons for et passende billede eller uploade et godt billede til Wikimedia Commons iht. de tilladte licenser og indsætte det i artiklen. |